# Siewiernyj
Siewiernyj – osiedle typu miejskiego w Rosji, w Republice Komi. W 2010 roku liczyło 9023 mieszkańców.